# Cratere Al-Haddar
Al-Haddar è un cratere sulla superficie di Encelado.